# یواس‌اس او-۶ (اس‌اس-۶۷)
یواس‌اس او-۶ (اس‌اس-۶۷) (به انگلیسی: USS O-6 (SS-67)) یک زیردریایی بود که طول آن ۱۷۲ فوت ۴ اینچ (۵۲٫۵۳ متر) بود. این زیردریایی در سال ۱۹۱۷ ساخته شد.